# Lasianobia
Lasianobia là một chi bướm đêm thuộc họ Noctuidae.

## Loài
- Lasianobia illauta L.Ronkay & Gyulai, 2006